# クージオ
クージオ（伊: Cusio  ( 音声ファイル)）は、イタリア共和国ロンバルディア州ベルガモ県にある、人口約200人の基礎自治体（コムーネ）。

## 地理

### 位置・広がり
ベルガモ県北西部、ヴァル・ブレンバーナのコムーネ。県都ベルガモから北へ33km、州都ミラノから北北東へ67kmの距離にある。

#### 隣接コムーネ
隣接するコムーネは以下の通り。括弧内のSOはソンドリオ県所属を示す。
- カッシーリオ
- ジェローラ・アルタ (SO)
- オルニーカ
- サンタ・ブリージダ

### 地震分類
イタリアの地震リスク階級 (it) では、3 に分類される
。

## 行政

### 山岳部共同体
広域行政組織である山岳部共同体「ヴァッレ・ブレンバーナ山岳部共同体」  (it:Comunità montana della Valle Brembana)  （事務所所在地：ピアッツァ・ブレンバーナ）を構成するコムーネである。